# Marché Ferreira Borges
 (janvier 2023).

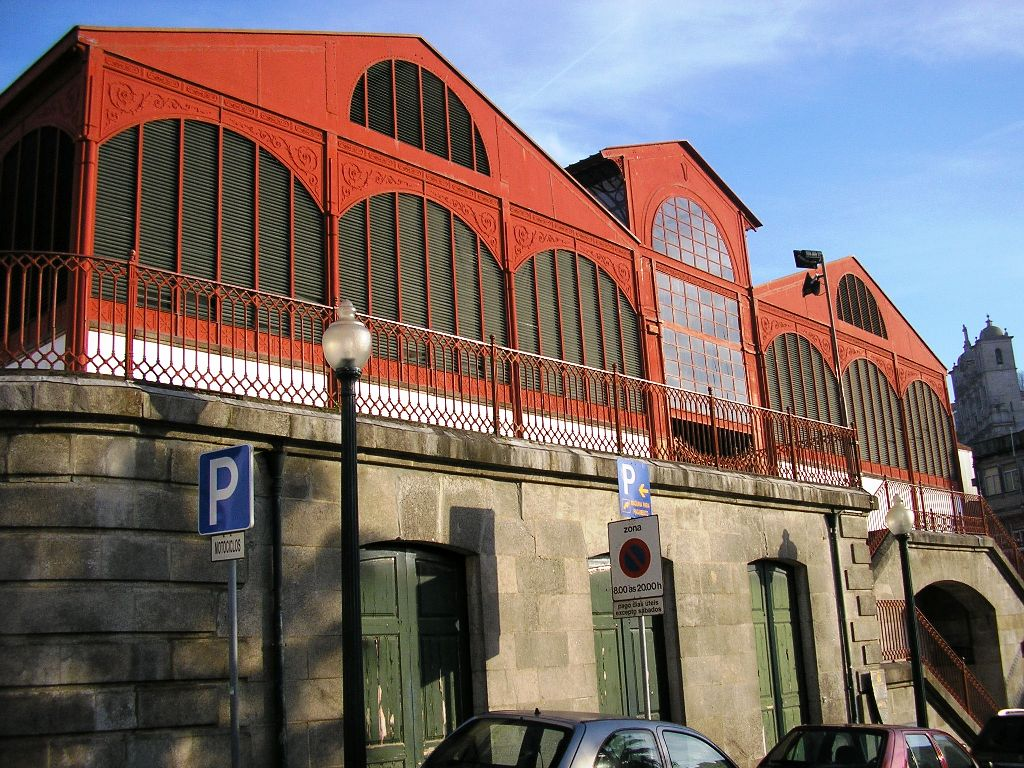
Le marché Ferreira Borges, à côté du Palácio da Bolsa, à Porto.

Le Mercado Ferreira Borges est un marché couvert historique situé dans la ville de Porto, au Portugal.

## Histoire et description
Construit en 1885 pour remplacer le déjà ancien Mercado da Ribeira, et n'ayant jamais rempli les fonctions pour lesquelles il était initialement destiné, en raison de la réticence des commerçants à quitter le marché précédent, le Mercado Ferreira Borges est aujourd'hui utilisé pour des expositions et des foires culturelles.
Le marché Ferreira Borges est classé bien d'intérêt public depuis 1982.
Situé au-dessus de la Praça da Ribeira, en face du Jardim do Infante, du nom de la statue qui domine le jardin, surmontée de la figure d'Henri le Navigateur indiquant le chemin des découvertes portugaises. À côté du jardin se trouve le Palácio da Bolsa.
Le nom du marché rend hommage à José Ferreira Borges, juriste et homme politique de Porto qui fut à la genèse de l'implantation du régime libéral au Portugal.
Actuellement, il ne sert plus de marché municipal, étant exploité par des particuliers. L'endroit est mieux connu sous le nom de Hard Club et sert d'espace culturel. Des concerts, des expositions, des salons du livre et de la musique y transitent, servant également d'atelier.